# Edgar Robles
Edgar Arnulfo Robles Coronel (ur. 22 listopada 1977 w San Lorenzo, zm. 28 grudnia 2016) – paragwajski piłkarz występujący na pozycji pomocnika, zawodnik Sportivo Luqueño.

## Kariera klubowa
Robles rozpoczynał swoją karierę piłkarską w zespole Sportivo San Lorenzo ze swojego rodzinnego miasta. W paragwajskiej Primera División zadebiutował jako dwudziestolatek i szybko wywalczył sobie miejsce w pierwszym składzie, jednak nie odniósł z nią większych sukcesów zarówno na arenie krajowej, jak i międzynarodowej. Z podobnym skutkiem reprezentował barwy stołecznego Club Guaraní w 1999 roku.
W 2001 roku Robles przeszedł do drużyny Club Libertad, w której spędził większość swojej piłkarskiej kariery. Już w sezonie 2002 zdobył z nią mistrzostwo Paragwaju i sukces ten powtórzył rok później, podczas rozgrywek 2003. W sezonie 2004 jego ekipa ustąpiła Cerro Porteño, osiągając wicemistrzostwo. Cały 2005 rok Robles spędził na wypożyczeniu w niżej notowanym 3 de Febrero, jednak po powrocie do Libertadu kontynuował zwycięską serię w roli podstawowego gracza – cztery razy z rzędu zdobył mistrzostwo Paragwaju (2006, 2007, Apertura 2008, Clausura 2008) i dwukrotnie wicemistrzostwo (Apertura 2009, Clausura 2009). Ogółem podczas swojego pobytu w Libertadzie aż sześciokrotnie zostawał mistrzem kraju, przez cały ten czas będąc piłkarzem pierwszej jedenastki.
W 2010 roku Robles występował w kolejnym klubie z Asunción, Sol de América, tym razem bez sukcesów. W 2011 roku przeszedł do najbardziej utytułowanego zespołu w kraju, Club Olimpia, gdzie w wiosennych rozgrywkach Apertura pomógł mu w osiągnięciu wicemistrzostwa kraju, za to już pół roku później, w jesiennym sezonie Clausura, zdobył kolejny tytuł mistrza Paragwaju. W 2012 roku podpisał kontrakt ze Sportivo Luqueño.

## Kariera reprezentacyjna
W seniorskiej reprezentacji Paragwaju Robles zadebiutował w 2000 roku, za kadencji selekcjonera Sergio Markariána. W 2001 roku został powołany na turniej Copa América, gdzie jego kadra nie zdołała wyjść z grupy, za to on sam wystąpił we wszystkich trzech spotkaniach. Ogółem swój bilans reprezentacyjny zamknął na pięciu rozegranych meczach bez zdobytej bramki.